# Panzeria borealis
Panzeria borealis är en tvåvingeart som först beskrevs av Robineau-desvoidy 1830.  Panzeria borealis ingår i släktet Panzeria och familjen parasitflugor.
Artens utbredningsområde är Frankrike. Inga underarter finns listade i Catalogue of Life.